# Verteidigungskrieg
Ein Verteidigungskrieg ist in der klassischen Kriegstheorie ein Krieg, den ein überfallenes Land zum Zweck der Abwehr und Zurückdrängung gegen eine fremde Macht führt. Das angreifende Land führt als Pendant einen Angriffskrieg. Angriffskrieg und Verteidigungskrieg sind also zwei Aspekte desselben Kriegs. Im Völkerrecht gilt der Verteidigungskrieg seit der Ächtung von Angriffskriegen durch den Briand-Kellogg-Pakt 1929 als der einzige gerechte Krieg, den ein Land führen kann. Ein Verteidigungskrieg kann individuell oder kollektiv im Rahmen von Bündnispflichten geführt werden.

## Begriffsgeschichte
Schon lange wird naturrechtlich die Meinung vertreten, dass Verteidigungskriege (im Gegensatz zu Angriffskriegen) gerechtfertigt sind. Oft wird mit der domestischen Analogie von dem individuellen Selbstverteidigungsrecht auf ein kollektives Verteidigungsrecht geschlossen, das den Krieg für die Seite des Verteidigers legitimiert (ius ad bellum). Dennoch muss sich auch der Verteidiger im Krieg an die Regeln des Kriegsrechts halten (ius in bello).
Eine frühe Theorie des Verteidigungskrieges legte nach 1760 Graf Wilhelm von Schaumburg-Lippe vor, zusammenhängend dargestellt in seiner militärtheoretischen Hauptschrift Mémoires pour servir à l’art militaìre défensif (1776). Schaumburg-Lippe sah den Verteidigungskrieg als den einzigen legitimen Krieg an und betrachtete die Vervollkommnung der Kriegsmittel für den Defensivkrieg als Weg zur Verhütung des Krieges. Entsprechend verfolgte er den Ausbau von Festungen, schloss Militärbündnisse zur gemeinsamen Verteidigung, siedelte Wehrbauern als Kolonisten in gefährdeten Landesteilen an und förderte die Ausbildung von Milizen.
1812 entwickelte Carl von Clausewitz die Theorie weiter. Clausewitz unterscheidet zwei Ebenen des Verteidigungskriegs: Auf der politischen Ebene wird ein Defensivkrieg für das Weiterbestehen der Unabhängigkeit eines Landes geführt, auf der strategischen Ebene bedeute Defensivkrieg die Beschränkung auf jene Kriegsschauplätze, die dafür vorbereitet sind. Ob die einzelnen Schlachten in jenem Kriegstheater offensiv oder defensiv geführt werden, spielt hingegen keine Rolle. Zwar ist laut Clausewitz bei gleichem Kräfteansatz die Verteidigung stärker als der Angriff, doch folge sie einem rein negativen Zweck: Die verteidigende Macht will verhindern, dass ihr der Gegner seinen Willen aufzwingen kann. So müsse letztlich jeder erfolgreiche Kriegsherr zur Offensive übergehen.
Die entwickelte Kriegspraxis macht seit dem 20. Jahrhundert die Unterscheidung von Angriffs- und Verteidigungskriegen problematisch. Eine wichtige Rolle spielt dabei neben den nötigen Vorlaufzeiten für die Mobilmachung zunehmend die Militärtechnologie, die auf Grund erheblich verkürzter Reaktionszeiten einer Macht wenig taktischen Spielraum bietet. Daher sucht man Kriegen zunehmend den Charakter von Präventivkriegen zu geben.
Eine wichtige Rolle in der Bewertung von Kriegen als Verteidigungskriegen spielt die öffentliche Meinung. Da Angriffskriege moralisch als verwerflich gelten, versuchen praktisch alle kriegführenden Staaten, ihre Seite des Krieges als Verteidigungskrieg darzustellen.

## Sonstiges
Ein Sanktionskrieg auf Basis von UN-Sicherheitsrats-Beschlüssen kann als universal erweiterter Verteidigungskrieg verstanden werden.
Das NS-Regime versuchte, den Überfall auf Polen als einen Verteidigungskrieg darzustellen. Adolf Hitler verkündete am Morgen des 1. September 1939 den Beginn des Krieges gegen Polen (in einer im Rundfunk übertragenen Reichstagsrede) mit folgenden Worten:

„Polen hat heute Nacht zum erstenmal auf unserem eigenen Territorium auch bereits durch reguläre Soldaten geschossen. Seit 5.45 Uhr wird jetzt zurückgeschossen. Und von jetzt ab wird Bombe mit Bombe vergolten.“

Die Benutzung des Begriffes „Krieg“ war vom NS-Regime ausdrücklich untersagt. Die NS-Propaganda sprach von einer „Strafaktion“ wegen angeblicher Provokationen und Grenzverletzungen Polens.